# Szymon Tracz
Szymon Tracz, né le 12 novembre 1998 à Skała, est un coureur cycliste polonais.

## Palmarès et résultats

### Palmarès par année
- 2016
  - 2e du championnat de Pologne sur route juniors
- 2017
  -  Champion de Pologne sur route espoirs
- 2019
  - 2e étape (a) de la Szlakiem Walk Majora Hubala (contre-la-montre)
- 2020
  - 3e du Mémorial Henryk Łasak
- 2023
  - 3e du Visegrad 4 Bicycle Race - GP Hungary
- 2024
  - 3e de la Silesian Classic

### Classements mondiaux
| Année                                 | 2018  | 2019 | 2020  | 2021  | 2022 | 2023  | 2024  |
| ------------------------------------- | ----- | ---- | ----- | ----- | ---- | ----- | ----- |
| Classement mondial                    | 3127e | 880e | 1369e | 1794e | nc   | 1677e | 1291e |
| UCI Europe Tour                       | 2068e | 641e | 1036e | 1231e | nc   | nc    | nc    |
|                                       |       |      |       |       |      |       |       |
| Légende : nc = non classéSource : UCI |       |      |       |       |      |       |       |